# Mithridates VI Eupator
Mithridates VI Eupator (Mithradates), född 132 f.Kr., död 63 f.Kr., var en persisk-grekisk kung av Pontos i nordöstra Mindre Asien mellan 120 f.Kr. och 63 f.Kr.

## Biografi
Den siste av de bosporanska kungarna på Krim, Pairisades V, satte sig år 114 f.Kr. i protektoratställning under Mithridates på grund av trycket från skyterna. Som återgäldning skickade den pontiske härskaren trupper till Krim under generalen Diofantos' ledning. År 107 f.Kr. skedde en skytisk resning under Saumakos på Krim, men denna slogs tillbaka av Mithridates, vilket tillfälligt försäkrade dennes överhöghet över halvön.
I ett försök att utvidga sitt territorium vid Svarta havet ledde Mithridates ett uppror mot romarna år 88 f.Kr., men tvingades sluta fred tre år senare efter nederlag mot Cornelius Sulla. Efter några år återupptog Mithridates kriget och drev en expansion mot det av romarna kontrollerade Asia Minor och Grekland. I ett tredje krig, påbörjat samtidigt som Spartacus slavuppror krossades 71 f.Kr. drog han ut i fält mot romaren Lucullus. Sedan Pompejus fått befälet efter sin kampanj mot piraterna 67 f.Kr. besegrades Mithridates snart. Hans allierade kung Tigranes II av Armenien besegrades i slaget vid Tigranakert, där armenierna led svåra förluster. 
Mithridates flydde till Krim där han begick självmord 69 år gammal genom att beordrade sin galatiska livvakt att döda honom. Samtidigt införlivade Pompejus Pontos, Syrien och Judeen med Rom, bland annat intog han Jerusalem. Mithridates var otvivelaktigt en av Roms största fiender någonsin tillsammans med Pyrrhus, Hannibal, Vercingetorix, Arminius, Boudicca, Boiorix och Attila och om än inte så framgångsrik så bekämpade Mithridates Rom fanatiskt i tjugofem års tid. Han är berömd också för sin språkkunnighet (25 språk sammanlagt) och för sin rädsla att bli förgiftad (se mithridat).

## Familj
Mithridates VI var gift sex gånger: första gången 116 med sin syster drottning Laodike av Pontus (död 90); andra gången 88 med Monime (död 71), tredje gången 86 med bihustrun Berenice från Chios (död 71), fjärde gången 86 med bihustrun Stratonike av Pontos (död 63); femte gången med en okänd kvinna, och sjätte gången med Hypsicratea. Han hade också ett antal konkubiner.